# Tom Kiesler
Tom Kiesler (* 24. April 2001) ist ein deutscher Handballspieler.

## Karriere

### Im Verein
Tom Kiesler spielte bereits in der Jugend für den VfL Gummersbach. Seit der Saison 2019/20 gehört er fest zum Kader des Zweitligateams. 2022 stieg er mit Gummersbach in die 1. Bundesliga auf.

### In Auswahlmannschaften
Er wurde in den 35-Kader der A-Nationalmannschaft für die Olympischen Spiele 2024 berufen.